# Marco Sanudo

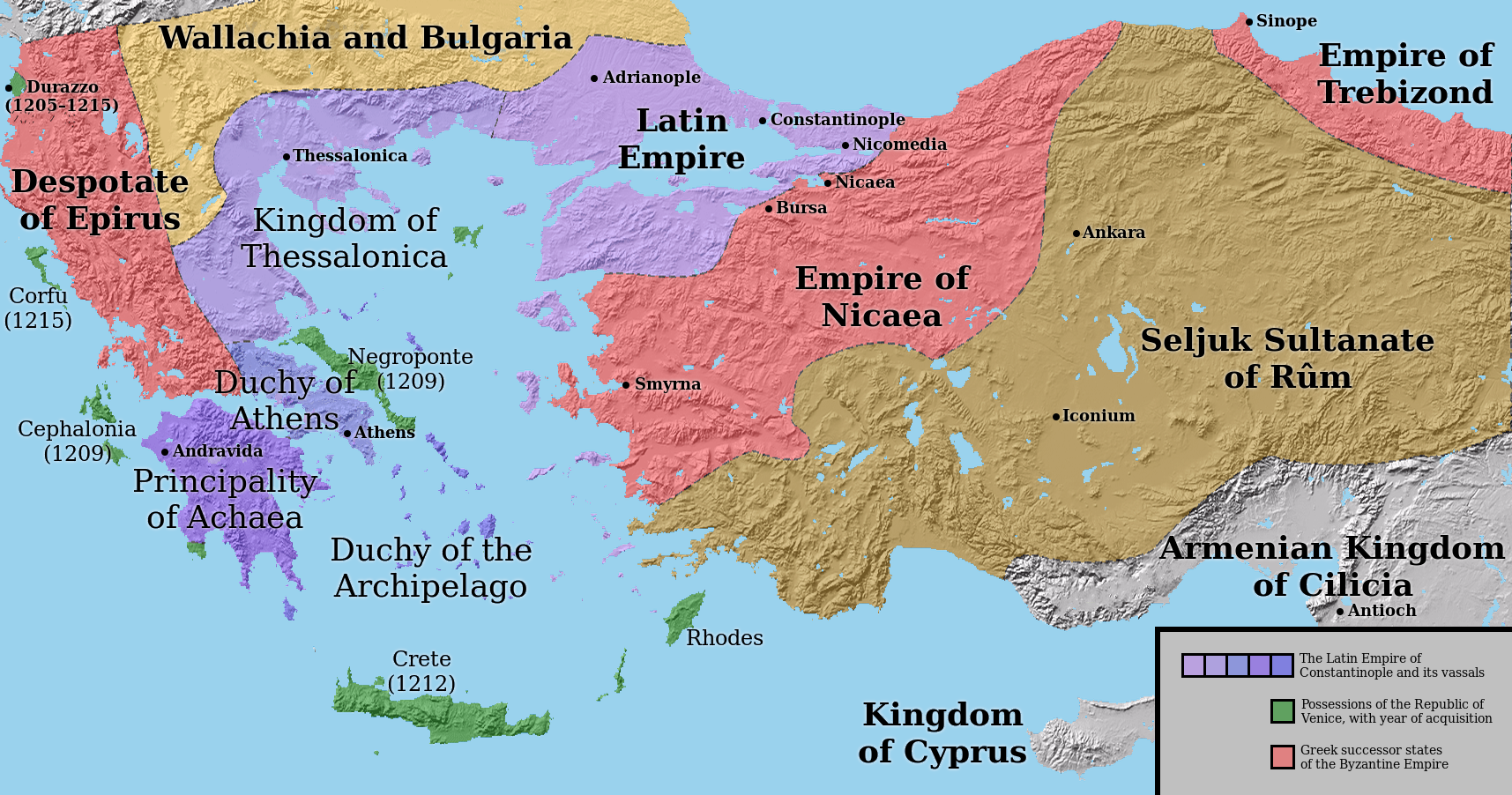
Vévodství Naxos v Egejském moři spolu s ostatními křižáckými státy a řeckými nástupnickými státy po Byzantké říši

Marco Sanudo (1153 ? – 1227) byl synovec benátského dóžete Enrica Dandola a účastník čtvrté křížové výpravy. V roce 1207 shromáždil flotilu a dobyl byzantské souostroví Kyklady v Egejském moři a založil zde Vévodství Naxos.
Roku 1209 dobyl Marco Sanudo všechny zbývající ostrovy v Egejském moři, které podle dohody mezi křižáky už neměly připadnout Latinskému císařství. Nakonec nicméně všechny ostrovy získaly oficiálně lenní vztah k Latinskému císařství od císaře Jindřicha Flanderského, na poměrně volný lenní závazek. Marcův původní titul byl „Vévoda Egejského moře“ (řecky Αιγαιον πελαγος). Marco Sanudo následně všechna dobytá území rozdělil mezi své spolubojovníky: Marinu Dandolovi, jeho bratranci připadl ostrov Andros; Ondřejovi a Jeremiášovi Ghisům připadly ostrovy Tinos, Mýkonos a severní Sporady; Janu Querinimu připadl ostrov Astympalaea; Jacobu Berozzimu připadl ostrov Santorini; a Leonardu Foscolovi zůstal ostrov Anaphi. Ostrovy Naxos, Páros, Milos, Sifnos, Kythnos a Syros zůstaly v Marcových rukou. Marco Sanudo byl moudrý a uvážlivý vládce, který si zachoval loajalitu k Benátkám, dobrý vztah ke svým řeckým poddaným a za šťastných okolností též se svým lenním pánem, latinským císařem v Konstantinopoli, který mu víceméně do jeho vlády na ostrovech nezasahoval.
Marco Sanudo zemřel roku 1227, o dva roky přežil prvního vévodu z Athén Ottu de la Roche, který se odebral do Francie, tj. tři roky po pádu Soluňského království do rukou epirského despoty z rodu Angelovců (1224) a krátce před smrtí achajského knížete Godreye I. z Villehardouinu. V krátkém čase se tak politický kurs francouzských křižáků v Řecku měl radikálně změnit.